# إندريك (لاعب كرة قدم مواليد 2006)
إندريك فيليبي موريرا دي سوزا (مواليد 21 يوليو 2006)، يعرف اختصارا باسم إندريك هو لاعب كرة قدم برازيلي يلعب في مركز المهاجم في ريال مدريد في الدوري الإسباني.

## النشأة
وُلِد إندريك في تاغواتينغا بالمنطقة الفيدرالية ولديه أخ واحد وأختان. سعى والده دوغلاس ليكون لاعبًا محترفًا في كرة القدم وترك عائلته عندما كان إندريك في الحادية عشرة من عمره للعب في عدة أندية صغيرة في برازيليا. كانت والدته عاطلة عن العمل وبلا مأوى خلال تلك الفترة مما أجبر إندريك وإخوته على الإقامة في دار أيتام في ساو باولو حتى عاد والده بعد ستة أشهر. عمل كلا والديه في مقهى في محطة القطار تحت الأرض بالمدينة قبل أن يحصل والده على وظيفة في نادي بالميراس كعامل نظافة.
بدأ إندريك لعب كرة القدم في سن الرابعة، ونشر والده أهدافه على يوتيوب لجذب اهتمام الأندية البرازيلية الكبيرة. تعهد إندريك بأن يصبح لاعب كرة قدم محترف لمساعدة عائلته بعد أن عجز والداه عن إطعامه. في سن الثامنة، تدرب في معسكر لريال مدريد مع أصدقائه في أغواس كلاراس؛ نشأ مشجعًا لريال مدريد وكان يعتبر كريستيانو رونالدو قدوته. كما كان يستلهم من اللاعبين البرازيليين الآخرين الذين لعبوا لريال مدريد ويعتبرهم قدوة له مثل رونالدو، فينيسيوس جونيور، رودريغو وإيدر ميليتاو.

## مسيرة الأندية

### بالميراس
بعد أن كاد يوقع لنادي ساو باولو، انضم إندريك إلى فريق شباب نادي بالميراس في سن الحادية عشرة. في السنوات الخمس التالية سجل 165 هدفًا في 169 مباراة لفريق شباب بالميراس. شارك إندريك في كأس ساو باولو دي فوتيبول جونيور 2022، حيث سجل ثمانية أهداف في سبع مباريات واُختير أفضل لاعب في البطولة من قبل الجماهير، بعد أن قاد بالميراس لتحقيق لقبه الأول في البطولة. بعد البطولة، جذب انتباه وسائل الإعلام الدولية والعديد من الأندية الأوروبية الكبرى.
شارك إندريك في أول مباراة احترافية له مع بالميراس في 6 أكتوبر 2022 عندما دخل كبديل في الشوط الثاني في فوز بالميراس 4-0 على كوريتيبا في الدوري. في عمر 16 عامًا وشهرين و16 يومًا، أصبح أصغر لاعب يشارك مع فريق بالميراس الأول. سجل أول هدفين له في 25 أكتوبر عندما فاز الفريق 3-1 على أتلتيكو باراناينسي ليصبح ثاني أصغر هداف في تاريخ الدوري البرازيلي الدرجة الأولى. ثم حقق إندريك أول بطولة له مع الفريق الأول بفوزه بالدوري مع بقاء ثلاث مباريات بعد فوز بالميراس 4-0 على نادي فورتاليزا في 2 نوفمبر. سجل هدفه الثالث في سبع مباريات خلال المباراة ليحقق بالميراس اللقب الحادي عشر في تاريخ النادي. في نهاية الموسم، اُختير إندريك كأفضل لاعب واعد في الدوري البرازيلي الدرجة الأولى.
في 11 أكتوبر 2023، اُختير إندريك من قبل صحيفة الغارديان الإنجليزية كأحد أفضل المواهب الكروية المولودة في 2006 على مستوى العالم. بعد معاناة من جفاف تهديفي طويل خلال الموسم، سجل إندريك هدفين وصنع هدفًا في 1 نوفمبر عندما فاز الفريق 4-3 على نادي بوتافوغو في ملعب نيلتون سانتوس الأولمبي، وتقدم بالميراس بثلاث نقاط خلف بوتافوغو، الذي كان في الصدارة في ذلك الوقت. فاز بالميراس بلقب الدوري الثاني على التوالي بعد أن سجل إندريك هدفًا في المباراة التي أنتهت بالتعادل 1-1 مع نادي كروزيرو وحقق الدوري بفارق نقطتين عن غريميو الذي حل في المركز الثاني. أنهى الموسم بإحدى عشرة هدفًا ثاني أعلى عدد من الأهداف في موسم واحد من الدوري البرازيلي للاعب دون 18 عامًا بعد رونالدو.
في 16 مايو 2024، اضطر إندريك لمغادرة الملعب على نقالة بسبب إصابة في الساق اليمنى خلال مباراة بالميراس ضد إنديبندينتي ديل فال في مباراة دور المجموعات من كوبا ليبرتادوريس 2024، وخضع لفحوصات طبية إضافية.

### ريال مدريد
في 15 ديسمبر 2022، أعلن نادي ريال مدريد أنهم توصلوا إلى اتفاق مع نادي بالميراس وإندريك وعائلته لضمه في يوليو 2024 عندما يبلغ 18 عامًا. لم يتم الكشف عن قيمة الصفقة الرسمية من قبل الأندية، ولكن أُعلن عنها كعقد قابل للتمديد لمدة ثلاث سنوات بمبلغ ثابت قدره 60 مليون يورو بالإضافة إلى 12 مليون يورو كمتغيرات. ومع ذلك، أفادت بعض المصادر الأخرى أن المبلغ الثابت للصفقة كان 35 مليون يورو، مع الـ 25 مليون يورو المتبقية مرتبطة بتحقيق أهداف رياضية محددة. في 19 يوليو 2024، أعلن ريال مدريد أن إندريك سيوقع عقدًا لمدة ست سنوات وسيتم تقديمه كلاعب جديد مع ريال مدريد في 27 يوليو في ملعب سانتياغو برنابيو.
في 25 أغسطس 2024، شارك إندريك في أول مباراة رسمية له مع ريال مدريد بفوز الفريق 3–0 على أرضه ضد ريال بلد الوليد في الدوري الإسباني حيثُ سجل الهدف الثالث بعد دخوله كبديل في الدقيقة 86. أصبح أيضًا أصغر لاعب أجنبي يسجل هدفًا للنادي في تاريخ الدوري الإسباني (بعمر 18 عامًا و35 يومًا) متجاوزًا رافاييل فاران الذي سجل ضد رايو فايكانو بعمر 18 عامًا و152 يومًا.
في 17 سبتمبر 2024، سجل إندريك في أول ظهور له في دوري أبطال أوروبا عندما أحرز الهدف الثالث بفوز الفريق 3-1 ضد نادي شتوتغارت في الجولة الأولى. بهذا الهدف، أصبح إندريك أصغر لاعب يسجل لريال مدريد في هذه البطولة، وأصغر لاعب برازيلي يسجل في دوري أبطال أوروبا بعمر 18 عامًا و58 يومًا.

## المسيرة الدولية

### مسيرة الشباب
في 18 مارس 2022، استُدعى إندريك للانضمام إلى منتخب البرازيل تحت 17 سنة لكرة القدم للمشاركة في نسخة 2022 من دورة مونتايغو في فرنسا. سجل إندريك خمسة أهداف في أربع مباريات بما في ذلك هدف في النهائي ضد الأرجنتين ليتوج هداف البطولة وأفضل لاعب فيها، حيث فازت البرازيل بأول لقب لها في دورة مونتايغو مُنذ عام 1984.
اُستدعى إندريك في البداية في قائمة منتخب البرازيل تحت 20 سنة لكرة القدم لبطولة أمريكا الجنوبية للشباب 2023 في كولومبيا. ومع ذلك، رفض ناديه بالميراس مشاركته في البطولة مما جعله يغيب عن فريق البرازيل الفائز باللقب؛ لم يرغب بالميراس في أن يفوته بداية موسمهم التحضيري الذي تزامن مع فترة البطولة في يناير وفبراير.
اُختير إندريك للانضمام إلى منتخب البرازيل تحت 23 سنة لكرة القدم للمشاركة في الألعاب الأولمبية الصيفية 2024 في باريس. في 23 يناير 2024، سجل هدفه الأول في أول ظهور له في مباراة ما قبل الأولمبية ضد بوليفيا، ليضمن الفوز 1-0 لفريقه.

### المنتخب الأول
اُختير إندريك في قائمة المنتخب البرازيلي لأول مرة في 6 نوفمبر 2023 للمشاركة في تصفيات تصفيات كأس العالم 2026 ضد كولومبيا والأرجنتين. أصبح أصغر لاعب يُستدعى للمنتخب الأول مُنذ رونالدو في عام 1994. في أول مباراة له ضد كولومبيا، أصبح إندريك رابع أصغر لاعب في التاريخ وأصغر لاعب مُنذ 57 عامًا يشارك لأول مرة مع البرازيل. خسر فريقه 2-1 في ملعب متروبوليتانو روبيرتو ميلينديز حيثُ حققت كولومبيا أول فوز لها في التصفيات على البرازيل في تاريخها.
سجل إندريك هدفه الأول مع البرازيل في مباراة ودية ضد إنجلترا على ملعب ويمبلي في 23 مارس 2024 مما جعله أصغر لاعب يسجل لنادي أو منتخب في تاريخ هذا الملعب. سجل هدفه الثاني لمنتخب بلاده بعد ثلاثة أيام في تعادل 3-3 ضد إسبانيا. في 10 مايو، اُستدعى إندريك لقائمة منتخب البرازيل المُشاركة في كوبا أمريكا 2024. بعد ثلاث مشاركات كبديل في مرحلة المجموعات، بدأ إندريك أول مباراة له مع البرازيل أساسيًا ليحل محل فينيسيوس جونيور الذي كان موقوفًا في ربع النهائي أمام الأوروغواي لكن خرج الفريق بعد خسارته 4-2 في ركلات الترجيح.

## أسلوب اللعب
يعتبر إندريك مهاجمًا ويلعب بالقدم اليسرى ويمتاز بالتسديدات القوية، ويُعتبر أحد أفضل المواهب الكروية في البرازيل. وقد تم مقارنته بمهاجمي البرازيل الأسطوريين رونالدو، بيليه، وروماريو. رفض إندريك مقارنته بالأساطير البرازيلية خصوصًا بيليه. عندما سئل عن وصف أسلوب لعبه، قال إندريك: «سأقاتل دائمًا. سأستمر وأحاول حتى الدقيقة الأخيرة من المباراة. لا أستسلم أبدًا، أضغط على المدافعين، أركض أكثر من أي شخص آخر في الملعب.» صرح والده أن إندريك استلهم من المهاجم البرتغالي كريستيانو رونالدو ويراه كقدوة له.

## الإنجازات
بالميراس
- الدوري البرازيلي: 2022، 2023
- كأس السوبر البرازيلي: 2023
- بطولة باوليستا: 2023، 2024[62]

ريال مدريد
- كأس السوبر الأوروبي: 2024[63]

## روابط خارجية
- إندريك فيليبي على موقع الاتحاد الأوربي (الإنجليزية)
- إندريك فيليبي على موقع إي إس بي إن إف سي (الإنجليزية)
- إندريك فيليبي على موقع قاعدة بيانات كرة القدم.إي يو (الإنجليزية)
- إندريك فيليبي على موقع ليكيب (الفرنسية)
- إندريك فيليبي على موقع ناشيونال فوتبول تيمز (الإنجليزية)
- إندريك فيليبي على موقع Soccerbase.com (لاعب) (الإنجليزية)
- إندريك فيليبي على موقع Soccerway.com (الإنجليزية)
- إندريك فيليبي على موقع عالم كرة القدم.نت (الإنجليزية)
- إندريك فيليبي على موقع كووورة